# Burgstraße
Burgstraße – stacja metra hamburskiego na linii U2 i U4. Stacja została otwarta 2 stycznia 1967. 

## Położenie
Stacja Burgstraße znajduje się na północ od Hammer Landstraße, między skrzyżowaniem z Burgstraße i Sievekingdamms. Stacja ma 120 metrowy peron wyspowy, z którego prowadzi wyjście do budynku stacji metra.